# Leonardo Nicolás Pisculichi
Leonardo Nicolás Pisculichi (Rafael Castillo, província de Buenos Aires, 19 de gener de 1984) és un futbolista argentí, que ocupa la posició de migcampista.
El seu cognom és de procedència croata (Piškulić).

## Trajectòria
Comença a destacar a les files de l'Argentinos Juniors, on entre 2002 i 2005 juga 57 partits i marca 18 gols. El 2006 dona el salt a la competició europea, jugant amb el RCD Mallorca de la primera divisió espanyola, tot i que no assoleix un lloc com a titular.
El novembre del 2006 va al club qatarià de l'Al-Arabi, fitxat per 3,6 milions d'euros, incorporant-se a aquest conjunt al gener del següent any.